# 流星余迹通信

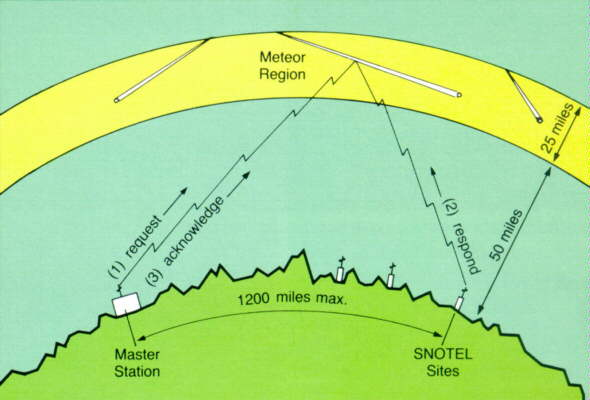
由SNOTEL使用的流星余迹通信

流星余迹通信（Meteor trail communication）、流星散射通信（meteor scatter communications），是一种无线电传播模式，它利用流星再入大气层时的电离轨迹，有实验表明，可以在相距2300公里的无线电台之间借助流星余迹建立通信路径。这种通信方式由于依赖流星余迹，通信过程是间断的、突发的，所以也被称为流星突发通信（Meteor burst communications）。流星余迹通信在军事和民用领域均有应用。
第一个可用的流星余迹通信系统——加拿大的JANET开发于1954年。以现代的标准来看该系统很粗糙，但其激发了人们对流星余迹通信的兴趣。JANET的平均数据传输速率约为每分钟30字，错误率在1％～4％之间。

## 原理及特点
当地球沿着轨道运行时，每天有数百万颗流星颗粒进入地球大气层，其中一小部分流星颗粒具有对点对点通信有用的特性。流星颗粒在大气层80到120公里的高度与空气摩擦而开始燃烧，在大气层的E层中产生一条电离粒子的轨迹，这种轨迹可以持续几秒钟，长度十几至几十千米，这就是流星余迹。流星余迹的电子密度比周围电离层大，其能反射的频率是由流星产生的电离强度所决定，通常在30兆赫到50兆赫之间，可以用来反射或者散射超短波。
典型的流星余迹通信系统包括一个主站和一个或多个接收站。主站向大气发送一个连续的探测信号，接收站等待并监听。在某一时刻，流星出现，产生余迹将主站发送的信号反射至接收站，接收站在这个时间窗口中借助此流星轨迹向主站发出信号，主站应答并“握手”建立通信链路。现在两个观测站均有一个窗口——通常只有几分之一秒长——在流星轨迹扩散和通道关闭之前发送和接收数据。窗口结束后主站继续发送探测信号直到找到下一条路径。
根据美国国家安全局（NSA）的一份解密报告，0.1秒长的通信窗口平均每17秒出现一次，0.2秒长的通信窗口平均每35秒出现一次，0.4秒长的通信窗口平均每143秒出现一次，更长的时间窗口（如1.6秒）每两天出现一次。
流星余迹通信不依赖电离层，受太阳黑子、极光、核爆炸等影响小，在地球的任意纬度，在电离层受到干扰不稳定的情况下保证有效通信；不依赖通訊衛星，在爆发太空戰爭时卫星被摧毁的情况下，或者卫星因宇宙射线故障的情况下，作为备份通信手段。不过由于其速率较低，通常在16kbit/s以下，因此多用于最低限度的应急通信手段。

## 军事用途
北大西洋公约组织（NATO）于1965年开发了第一个采用自动重传请求技术的流星余迹通信系统，该系统被称为COMET（COmmunication by MEteor Trails），已成功用于荷兰和法国之间的点对点电信，其通信站位于荷兰、法国、意大利、西德、英国和挪威。随着自动重传请求的出现，流星余迹通信系统的错误率急剧下降。

## 科学用途
美国农业部（USDA）于1970年代建设SNOTEL的系统中广泛使用流星余迹通信技术。美國西部有800多个雪水含量测量站配备了无线电发射机，这些发射机依靠流星余迹通信将测量结果发送到数据中心。可以在Internet上查看此系统收集的降雪深度数据。

## 延伸阅读
- Major John P. Jernovics Sr., USMC. . 1990  [2017-07-16]. （原始内容存档于2021-02-25）.
- . Popular Communications (CQ Communications). September 1987: 17. ISSN 0733-3315.
- Heacock, Phillip K.; Price, Frank D. . Popular Communications（英语：Popular Communications）. September 1984: 44–49. ISSN 0733-3315.